# Platyzosteria fallax
Platyzosteria fallax är en kackerlacksart som först beskrevs av Walker, F. 1868.  Platyzosteria fallax ingår i släktet Platyzosteria och familjen storkackerlackor. Inga underarter finns listade i Catalogue of Life.